# Hotanahalli, Shiggaon
Hotanahalli là một làng thuộc tehsil Shiggaon, huyện Haveri, bang Karnataka, Ấn Độ.